# Pfalz-Zweibrücken
Pfalz-Zweibrücken var en stat inden for det Tysk-romerske rige. Zweibrücken blev hovedstad i 1477. Staten blev oprettet i 1182 og nedlagt i 1801.

## Historie
Pfalz-Zweibrücken var grevskab under slægten Walmarids i 1182-1364. Derefter blev grevskabet overtaget af slægten Wittelsbach. Landet blev et hertugdømme i 1444. De fleste af hertugerne var også pfalzgrever. Nogle af hertugerne var kurfyrster.

## Reformationen
Reformationen blev gennemført i 1533. Landets protestantiske kirke har skiftevis været præget af den kalvinistiske og den evangelisk-lutherske retning.

## Union med Sverige
I 1661–1718 var Pfalz-Zweibrücken i personalunion med Sverige-Finland. Det var under kongerne Karl 11. af Sverige og Karl 12. af Sverige.

## Ophør i 1801
Hertugdømmet Pfalz-Zweibrücken ophørte med at eksistere i 1801, da det blev annekteret af Frankrig. Efter Wienerkongressen i 1815 beholdt Frankrig områderne vest for Rhinen (bl.a. områder i Alsace-Lorraine), mens den sidste hertug fik alle områderne øst for Rhinen tilbage. Desuden fik den sidste hertug den nuværende region Pfalz tilbage. Dette selv om området ligger vest for Rhinen.
Hertugen var blevet konge af Bayern i 1806. Kong Maximilian 1. Joseph af Bayern omdannede området til den bayerske provins Rheinkreis i 1816. I 1835 omdøbte kong Ludwig 1. af Bayern provinsen til Rheinpfalz.
Efter 2. verdenskrig blev Pfalz delt mellem Saarland og Rheinland-Pfalz. Dermed mistede Pfalz-Zweibrücken sin tilknytning til Bayern.

## Hertuger af Zweibrücken

### Wittelsbacher (1394–1797)
(Zweibrücken blev besat af Frankrig i 1797 og formelt afstået i 1801. I 1815 fik Maximilian Joseph området tilbage, og Zweibrücken blev indlemmet i Bayern.)

#### Ældre Kurlinje
- 1394–1398 Ruprecht 2., kurfyrste af Pfalz
- 1398–1410 Ruprecht 3., konge af Tyskland

#### Linjen Pfalz-Simmern
→ Hovedtartikel: Pfalz-Simmern
- 1410–1459 Stefan

#### Linjen Pfalz-Zweibrücken
- 1459–1489 Ludvig 1. den sorte
- 1489–1490 Kaspar
- 1490–1514 Alexander den hinkende
- 1514–1532 Ludvig 2. den yngre
- 1532–1569 Wolfgang
- 1569–1604 Johan 1. den hinkende
- 1604–1635 Johan 2. den yngre
- 1635–1661 Frederik, døde uden mandlige efterkommere, blev arvet af sin fætter
- 1661–1681 Frederik Ludvig, døde uden arveberettigerede efterkommere, (hans overlevede børn var fødte i et ikke-jævnbyrdigt ægteskab); Zweibrücken tilfaldt derefter linjen Pfalz-Kleeburg

#### Linjen Pfalz-Kleeburg
- 1681–1697 Karl 1. ( konge af Sverige som Karl 11.)
- 1697–1718 Karl 2. (konge af Sverige som Karl 12.), døde barnløs, blev arvet af sin fætter
- 1718–1731 Gustav Samuel Leopold, døde barnløs
- 1731–1734 Interregnum, Zweibrücken tilfaldt derefter linjen Pfalz-Birkenfeld-Bischweiler

#### Linjen Pfalz-Birkenfeld-Bischweiler
→ Hovedtartikel: Pfalz-Birkenfeld-Bischweiler
- 1734–1735 Christian III. (far til Christian 4. af Zweibrücken og Frederik Michael af Birkenfeld)
- 1735–1775 Christian 4. (ældre søn af Christian 3.)

- 1775–1795 Karl 2. August af Pfalz-Zweibrücken (ældre søn af Frederik Michael af Zweibrücken-Birkenfeld)
- 1795–1797 Maximilian Joseph (senere som Maximilian 1. Joseph konge af Bayern) (yngre søn af Frederik Michael af Zweibrücken-Birkenfeld)

49°15′N 7°22′Ø / 49.25°N 7.37°Ø